# Lukácsy Antónia
Follinus Jánosné Lukácsy Antónia (Arad, 1828 – Arad, 1870. május 15.) színésznő.

## Élete
Follinus János felesége volt. Az aradi zeneiskolában végezte énektanulmányait. 1841-ben debütált, számos vidéki városban játszott (Arad, Kolozsvár, Temesvár, Lugos, Gyula, Szabadka, Szeged, Győr, Nagyvárad). 1846-ban a pesti német színházban, később a nemzetiben is fellépett. A vidék egyik legkedveltebb társalgási színésznője volt.
Eleinte szopránénekesként lépett fel, az 1850-es években pedig prózai szerepekben játszott.

## Főbb szerepei
- Adalgisa (Bellini: Norma)
- Arabella (Sue–Dinaux)
- Vilhelmina (Gutzkow: Copf és kard)

## Működési adatai
1845: Arad; 1845–46: Kolozsvár; 1851–54: Kolozsvár, Temesvár, Lugos, Gyula; 1854–55: Arad; 1855: Szabadka; 1856: Szabadka, Szeged; 1856–57: Győr; 1857–66: Kolozsvár; 1867–70: Nagyvárad, Arad.

## Műfordításai
- Delacour–Thibourt: Ördög, vagy a párisi vak leány (Párisi utcai táncosnő címmel is)
- Benedix: Hamupipőke vagy a tündérkastély